# América Futebol Clube (Belo Horizonte)
L'América Futebol Clube, noto anche come América Mineiro o semplicemente come América, è una società calcistica brasiliana con sede nella città di Belo Horizonte, capitale dello stato del Minas Gerais. Milita in Série B, la seconda serie del campionato brasiliano di calcio.

## Storia
Il 30 aprile 1912, un gruppo di giovani che giocava a calcio esclusivamente per l'amore del gioco, decise di trasformare la propria passione in una squadra di calcio. Nel primo incontro, i fondatori decisero di adottare il nome América Foot-Ball Club, e i colori sarebbero stati il verde e il bianco. Le prime partite furono giocate sul campo del sindaco. Nel 1913, l'América e il Minas Gerais Futebol Clube si sono fusi, e il club ha cambiato i colori in verde, bianco e nero. Tra il 1916 e il 1925, la squadra ha vinto dieci campionati statali di fila.
Nel 1933, in segno di protesta per la professionalizzazione del campionato brasiliano, il club ha cambiato i suoi colori in rosso e bianco. Nel 1943, il club ha professionalizzato il suo reparto di calcio, ed è tornato ai suoi colori precedenti. Nel 1948, l'América ha vinto il campionato statale come club professionistico.
Nel 1997, l'América ha vinto il Campeonato Brasileiro Série B per la prima volta, e nel 2000, il club ha vinto la prima edizione della Copa Sul-Minas, dopo aver battuto il Cruzeiro in finale. Nel 2004, dopo una pessima campagna nel Campeonato Brasileiro Série B, l'América è retrocesso nel Campeonato Brasileiro Série C, e nel 2007, il club ha terminato all'ultimo posto nel Campionato Mineiro, ed è retrocesso nel Campeonato Mineiro Módulo II dell'anno successivo. L'América ha vinto il Campeonato Brasileiro Série C nel 2009, dopo aver battuto l'ASA in finale. L'anno successivo, la squadra è stata promossa nella massima divisione brasiliana dopo 10 anni di assenza.
Nel 2015 ha ottenuto la promozione nel Campeonato Brasileiro Série A, pochi mesi dopo agli inizi del 2016 ha battuto gli arcirivali Cruzeiro Esporte Clube e Clube Atlético Mineiro conquistando il Campionato Mineiro dopo quindici anni.

## Palmarès

### Competizioni nazionali
- Campeonato Brasileiro Série B: 2

1997, 2017
- Campeonato Brasileiro Série C: 1

2009

### Competizioni regionali
- Copa Sul-Minas: 1

2000

### Competizioni statali
- Campionato Mineiro: 16

1916, 1917, 1918, 1919, 1920, 1921, 1922, 1923, 1924, 1925, 1948, 1957, 1971, 1993, 2001, 2016
- Campeonato Mineiro Módulo II: 1

2008
- Taça Minas Gerais: 1

2005

### Competizioni giovanili
- Copa São Paulo de Futebol Júnior: 1

1996
- Taça Belo Horizonte de Juniores: 2

2000, 2014

### Altri piazzamenti
- Coppa del Brasile:

Semifinalista: 2020
- Campeonato Brasileiro Série B:

Secondo posto: 2020
- Campionato Mineiro:

Secondo posto: 1915, 1927, 1930, 1939, 1942, 1949, 1958, 1959, 1961, 1964, 1965, 1973, 1992, 1995, 1999, 2012, 2025
Semifinalista: 2011, 2024
- Troféu Inconfidência:

Semifinalista: 2022

## Organico

### Rosa 2024
| N. |                     | Ruolo | Calciatore         |
| -- | ------------------- | ----- | ------------------ |
| 1  | Brasile (bandiera)  | P     | Matheus Cavichioli |
| 4  | Brasile (bandiera)  | D     | Anderson           |
| 5  | Brasile (bandiera)  | C     | Ze Ricardo         |
| 6  | Brasile (bandiera)  | C     | Alan Ruschel       |
| 7  | Brasile (bandiera)  | A     | Ribamar            |
| 8  | Brasile (bandiera)  | C     | Juninho (capitano) |
| 9  | Brasile (bandiera)  | A     | Rodolfo            |
| 10 | Brasile (bandiera)  | A     | Ademir             |
| 11 | Brasile (bandiera)  | C     | Felipe Azevedo     |
| 12 | Brasile (bandiera)  | P     | Airton             |
| 13 | Brasile (bandiera)  | D     | Diego Ferreira     |
| 14 | Brasile (bandiera)  | P     | Mateus Pasinato    |
| 16 | Brasile (bandiera)  | D     | João Paulo         |
| 17 | Brasile (bandiera)  | C     | Sabino             |
| 19 | Brasile (bandiera)  | A     | Chrigor            |
| 20 | Brasile (bandiera)  | A     | Léo Passos         |
| 21 | Brasile (bandiera)  | D     | Lucas Kal          |
| 26 | Brasile (bandiera)  | D     | Eduardo            |
| 28 | Colombia (bandiera) | C     | Orlando Berrío     |
| 29 | Brasile (bandiera)  | D     | Patric             |
| 30 | Brasile (bandiera)  | C     | Alê                |

| N. |                      | Ruolo | Calciatore             |
| -- | -------------------- | ----- | ---------------------- |
| 32 | Brasile (bandiera)   | D     | Luiz Fernando          |
| 36 | Brasile (bandiera)   | C     | Ramon                  |
| 38 | Brasile (bandiera)   | C     | Carlos Alberto         |
| 40 | Brasile (bandiera)   | C     | Gustavinho             |
| 44 | Brasile (bandiera)   | D     | Zé Vitor               |
| 45 | Brasile (bandiera)   | D     | Ricardo Silva          |
| 46 | Brasile (bandiera)   | C     | Isaque                 |
| 55 | Brasile (bandiera)   | C     | Juninho                |
| 66 | Brasile (bandiera)   | D     | Marlon                 |
| 70 | Brasile (bandiera)   | C     | Yan Sasse              |
| 90 | Brasile (bandiera)   | A     | Marcelo Toscano        |
| 96 | Brasile (bandiera)   | P     | Jori                   |
| 98 | Brasile (bandiera)   | C     | Geovane                |
|    | Brasile (bandiera)   | A     | Fabrício Daniel        |
|    | Brasile (bandiera)   | D     | Márcinho               |
|    | Brasile (bandiera)   | D     | Danilo Fernando Avelar |
|    | Brasile (bandiera)   | D     | Nicolas                |
|    | Brasile (bandiera)   | D     | Thalys                 |
|    | Brasile (bandiera)   | P     | Elzo                   |
|    | Argentina (bandiera) | D     | Esteban Burgos         |
|    | Uruguay (bandiera)   | A     | Gonzalo Mastriani      |

### Rosa 2021
| N. |                     | Ruolo | Calciatore         |
| -- | ------------------- | ----- | ------------------ |
| 1  | Brasile (bandiera)  | P     | Matheus Cavichioli |
| 4  | Brasile (bandiera)  | D     | Anderson           |
| 5  | Brasile (bandiera)  | C     | Ze Ricardo         |
| 6  | Brasile (bandiera)  | C     | Alan Ruschel       |
| 7  | Brasile (bandiera)  | A     | Ribamar            |
| 8  | Brasile (bandiera)  | C     | Juninho (capitano) |
| 9  | Brasile (bandiera)  | A     | Rodolfo            |
| 10 | Brasile (bandiera)  | A     | Ademir             |
| 11 | Brasile (bandiera)  | C     | Felipe Azevedo     |
| 12 | Brasile (bandiera)  | P     | Airton             |
| 13 | Brasile (bandiera)  | D     | Diego Ferreira     |
| 16 | Brasile (bandiera)  | D     | João Paulo         |
| 17 | Brasile (bandiera)  | C     | Sabino             |
| 19 | Brasile (bandiera)  | A     | Chrigor            |
| 20 | Brasile (bandiera)  | A     | Léo Passos         |
| 21 | Brasile (bandiera)  | D     | Lucas Kal          |
| 26 | Brasile (bandiera)  | D     | Eduardo            |
| 28 | Colombia (bandiera) | C     | Orlando Berrío     |
| 29 | Brasile (bandiera)  | D     | Patric             |
| 30 | Brasile (bandiera)  | C     | Alê                |
| 31 | Brasile (bandiera)  | A     | Mikael             |

| N. |                      | Ruolo | Calciatore             |
| -- | -------------------- | ----- | ---------------------- |
| 32 | Brasile (bandiera)   | D     | Luiz Fernando          |
| 36 | Brasile (bandiera)   | C     | Ramon                  |
| 38 | Brasile (bandiera)   | C     | Carlos Alberto         |
| 40 | Brasile (bandiera)   | C     | Gustavinho             |
| 44 | Brasile (bandiera)   | D     | Zé Vitor               |
| 45 | Brasile (bandiera)   | D     | Ricardo Silva          |
| 46 | Brasile (bandiera)   | C     | Isaque                 |
| 55 | Brasile (bandiera)   | C     | Juninho                |
| 66 | Brasile (bandiera)   | D     | Marlon                 |
| 70 | Brasile (bandiera)   | C     | Yan Sasse              |
| 90 | Brasile (bandiera)   | A     | Marcelo Toscano        |
| 96 | Brasile (bandiera)   | P     | Jori                   |
| 98 | Brasile (bandiera)   | C     | Geovane                |
|    | Brasile (bandiera)   | A     | Fabrício Daniel        |
|    | Brasile (bandiera)   | D     | Márcinho               |
|    | Brasile (bandiera)   | D     | Danilo Fernando Avelar |
|    | Brasile (bandiera)   | D     | Nicolas                |
|    | Brasile (bandiera)   | D     | Thalys                 |
|    | Brasile (bandiera)   | P     | Elzo                   |
|    | Argentina (bandiera) | D     | Esteban Burgos         |
|    | Uruguay (bandiera)   | A     | Gonzalo Mastriani      |

### Rosa 2018
| N. |                    | Ruolo | Calciatore        |
| -- | ------------------ | ----- | ----------------- |
|    | Brasile (bandiera) | P     | Jory              |
|    | Brasile (bandiera) | P     | Fernando Leal     |
|    | Brasile (bandiera) | P     | Glauco            |
|    | Brasile (bandiera) | D     | Paulão            |
|    | Brasile (bandiera) | D     | César Lucena      |
|    | Brasile (bandiera) | D     | Vitor Hugo        |
|    | Brasile (bandiera) | D     | Danilo            |
|    | Brasile (bandiera) | D     | Lula              |
|    | Brasile (bandiera) | D     | Bernardo          |
|    | Brasile (bandiera) | D     | Gilson            |
|    | Brasile (bandiera) | D     | Heitor            |
|    | Brasile (bandiera) | D     | Anderson Santos   |
|    | Brasile (bandiera) | D     | Carlos Renato     |
|    | Brasile (bandiera) | D     | Pablo             |
|    | Brasile (bandiera) | D     | Cleiton           |
|    | Brasile (bandiera) | C     | Leandro Guerreiro |
|    | Brasile (bandiera) | C     | Willians          |
|    | Brasile (bandiera) | C     | Magrão            |
|    | Brasile (bandiera) | C     | Doriva            |

| N. |                     | Ruolo | Calciatore      |
| -- | ------------------- | ----- | --------------- |
|    | Brasile (bandiera)  | C     | Kaio            |
|    | Brasile (bandiera)  | C     | Andrei          |
|    | Brasile (bandiera)  | C     | Élvis           |
|    | Paraguay (bandiera) | C     | Fabio Caballero |
|    | Brasile (bandiera)  | C     | China           |
|    | Brasile (bandiera)  | C     | Marcelo Rosa    |
|    | Brasile (bandiera)  | C     | Diego Dolem     |
|    | Brasile (bandiera)  | C     | Betinho         |
|    | Brasile (bandiera)  | C     | Diego Henrique  |
|    | Brasile (bandiera)  | C     | Tchô            |
|    | Brasile (bandiera)  | A     | Ricardinho      |
|    | Brasile (bandiera)  | A     | Obina           |
|    | Brasile (bandiera)  | A     | Henrique        |
|    | Brasile (bandiera)  | A     | Júnior Negão    |
|    | Brasile (bandiera)  | A     | Caio Dantas     |
|    | Brasile (bandiera)  | A     | Rubens          |
|    | Brasile (bandiera)  | A     | Lucas Silva     |
|    | Brasile (bandiera)  | A     | Wesley Pacheco  |

## Rosa 2014
| N. |                    | Ruolo | Calciatore        |
| -- | ------------------ | ----- | ----------------- |
| 1  | Brasile (bandiera) | P     | Matheus           |
| 12 | Brasile (bandiera) | P     | Glauco            |
| 32 | Brasile (bandiera) | P     | Darley            |
| 2  | Brasile (bandiera) | D     | Elsinho           |
| 3  | Brasile (bandiera) | D     | César Lucena      |
| 4  | Brasile (bandiera) | D     | Vitor Hugo        |
| 6  | Brasile (bandiera) | D     | Danilo            |
| 13 | Brasile (bandiera) | D     | Lula              |
| 14 | Brasile (bandiera) | D     | Bernardo          |
| 16 | Brasile (bandiera) | D     | Gilson            |
| 28 | Brasile (bandiera) | D     | Heitor            |
| 33 | Brasile (bandiera) | D     | Anderson Santos   |
| 36 | Brasile (bandiera) | D     | Carlos Renato     |
| 40 | Brasile (bandiera) | D     | Pablo             |
| 41 | Brasile (bandiera) | D     | Cleiton           |
| 5  | Brasile (bandiera) | C     | Leandro Guerreiro |
| 8  | Brasile (bandiera) | C     | Willians          |
| 10 | Brasile (bandiera) | C     | Pinga             |
| 11 | Brasile (bandiera) | C     | Magrão            |

| N. |                     | Ruolo | Calciatore      |
| -- | ------------------- | ----- | --------------- |
| 15 | Brasile (bandiera)  | C     | Doriva          |
| 17 | Brasile (bandiera)  | C     | Kaio            |
| 18 | Brasile (bandiera)  | C     | Andrei Girotto  |
| 20 | Brasile (bandiera)  | C     | Élvis           |
| 21 | Paraguay (bandiera) | C     | Fabio Caballero |
| 23 | Brasile (bandiera)  | C     | China           |
| 25 | Brasile (bandiera)  | C     | Marcelo Rosa    |
| 31 | Brasile (bandiera)  | C     | Diego Dolem     |
| 26 | Brasile (bandiera)  | C     | Betinho         |
| 45 | Brasile (bandiera)  | C     | Diego Henrique  |
| 50 | Brasile (bandiera)  | C     | Tchô            |
| 7  | Brasile (bandiera)  | A     | Ricardinho      |
| 9  | Brasile (bandiera)  | A     | Obina           |
| 19 | Brasile (bandiera)  | A     | Henrique        |
| 30 | Brasile (bandiera)  | A     | Júnior Negão    |
| 37 | Brasile (bandiera)  | A     | Caio Dantas     |
| 38 | Brasile (bandiera)  | A     | Rubens          |
| 39 | Brasile (bandiera)  | A     | Lucas Silva     |

## Rosa 2012-2013
| N. |                    | Ruolo | Calciatore      |
| -- | ------------------ | ----- | --------------- |
|    | Brasile (bandiera) | P     | Jordan          |
|    | Brasile (bandiera) | P     | Matheus         |
|    | Brasile (bandiera) | P     | Neneca          |
|    | Brasile (bandiera) | D     | Éverton Luiz    |
|    | Brasile (bandiera) | D     | Gabriel Santos  |
|    | Brasile (bandiera) | D     | Lula            |
|    | Brasile (bandiera) | D     | Vinicius Simon  |
|    | Brasile (bandiera) | D     | Boiadeiro       |
|    | Brasile (bandiera) | D     | Bryan           |
|    | Brasile (bandiera) | D     | Pará            |
|    | Brasile (bandiera) | D     | Patrick         |
|    | Brasile (bandiera) | D     | Rodrigo Heffner |
|    | Brasile (bandiera) | C     | China           |
|    | Brasile (bandiera) | C     | Dudu            |
|    | Brasile (bandiera) | C     | Gilberto Melo   |

| N. |                      | Ruolo | Calciatore          |
| -- | -------------------- | ----- | ------------------- |
|    | Brasile (bandiera)   | C     | Gilberto Souza      |
|    | Brasile (bandiera)   | C     | Júnior Timbó        |
|    | Brasile (bandiera)   | C     | Kaio                |
|    | Brasile (bandiera)   | C     | Leandro Ferreira    |
|    | Brasile (bandiera)   | C     | Rodriguinho         |
|    | Argentina (bandiera) | C     | Sebastián Sciorilli |
|    | Brasile (bandiera)   | C     | Leandro Guerreiro   |
|    | Brasile (bandiera)   | C     | Thiaguinho          |
|    | Brasile (bandiera)   | A     | Adeílson            |
|    | Brasile (bandiera)   | A     | Alessandro          |
|    | Brasile (bandiera)   | A     | Fábio Júnior        |
|    | Brasile (bandiera)   | A     | Kaká                |
|    | Brasile (bandiera)   | A     | Romão               |
|    | Brasile (bandiera)   | A     | Obina               |

## Rosa 2011-2012
| N. |                    | Ruolo | Calciatore       |
| -- | ------------------ | ----- | ---------------- |
| -  | Brasile (bandiera) | P     | Flávio           |
| -  | Brasile (bandiera) | P     | Glaycon          |
| -  | Brasile (bandiera) | P     | Matheus          |
| -  | Brasile (bandiera) | P     | Neneca           |
| -  | Brasile (bandiera) | D     | Micão            |
| -  | Brasile (bandiera) | D     | Preto            |
| -  | Brasile (bandiera) | D     | Lula             |
| -  | Brasile (bandiera) | D     | Otávio           |
| -  | Brasile (bandiera) | D     | Gabriel          |
| -  | Brasile (bandiera) | D     | Anderson         |
| -  | Brasile (bandiera) | D     | William Rocha    |
| -  | Brasile (bandiera) | D     | Shelson          |
| -  | Brasile (bandiera) | D     | Gilson           |
| -  | Brasile (bandiera) | D     | Marcos Rocha     |
| -  | Brasile (bandiera) | D     | Carleto          |
| -  | Brasile (bandiera) | C     | Dudu             |
| -  | Brasile (bandiera) | C     | Leandro Ferreira |
| -  | Brasile (bandiera) | C     | Cafù             |

| N. |                    | Ruolo | Calciatore   |
| -- | ------------------ | ----- | ------------ |
| -  | Brasile (bandiera) | C     | Amaral       |
| -  | Brasile (bandiera) | C     | China        |
| -  | Brasile (bandiera) | C     | Glauber      |
| -  | Brasile (bandiera) | C     | Rodriguinho  |
| -  | Brasile (bandiera) | C     | Davi Ceará   |
| -  | Brasile (bandiera) | C     | Fabrício     |
| -  | Brasile (bandiera) | C     | Netinho      |
| -  | Brasile (bandiera) | C     | Caleb        |
| -  | Brasile (bandiera) | C     | Irênio       |
| -  | Brasile (bandiera) | C     | Luciano      |
| -  | Brasile (bandiera) | A     | Euller       |
| -  | Brasile (bandiera) | A     | Fábio Júnior |
| -  | Brasile (bandiera) | A     | Leo          |
| -  | Brasile (bandiera) | A     | Alessandro   |
| -  | Brasile (bandiera) | A     | Kempes       |
| -  | Brasile (bandiera) | A     | Eliandro     |
| -  | Brasile (bandiera) | A     | Lovinho      |